# Greenfield, Quận Sauk, Wisconsin
Greenfield là một thị trấn thuộc quận Sauk, tiểu bang Wisconsin, Hoa Kỳ. Năm 2010, dân số của thị trấn này là 897 người.